# Nunnegränd
Nunnegränd är en gränd i Visby innerstad som går mellan Stora torget och Syskongatan.

## Historik
Ännu på 1700-talet ansågs kyrkoruinerna ha ett ringa värde ur kulturhistorisk synpunkt och det fanns flera enklare träbyggnader i direkt anslutning till ruinerna som nu är borta. Nunnegränd kallades under 1700-talet för Reinicks gränd efter kanngjutare Johan Reinicke som ägde fastighet på nuvarande Sankt Lars gränd 3. Den lilla torgbildning som finns mellan Syskongatan och Nunnegränd kallades i början av 1800-talet för Smörtorget. I och med kyrkoruinerna Sankt Lars och Drotten är även Nunnegränd avbildad i många teckningar från 1800-talet.

## Byggnader (urval)
- Cramérska huset
- Sankt Lars kyrkoruin
- Drottens kyrkoruin
- Odd Fellows hus i Visby

## Bilder

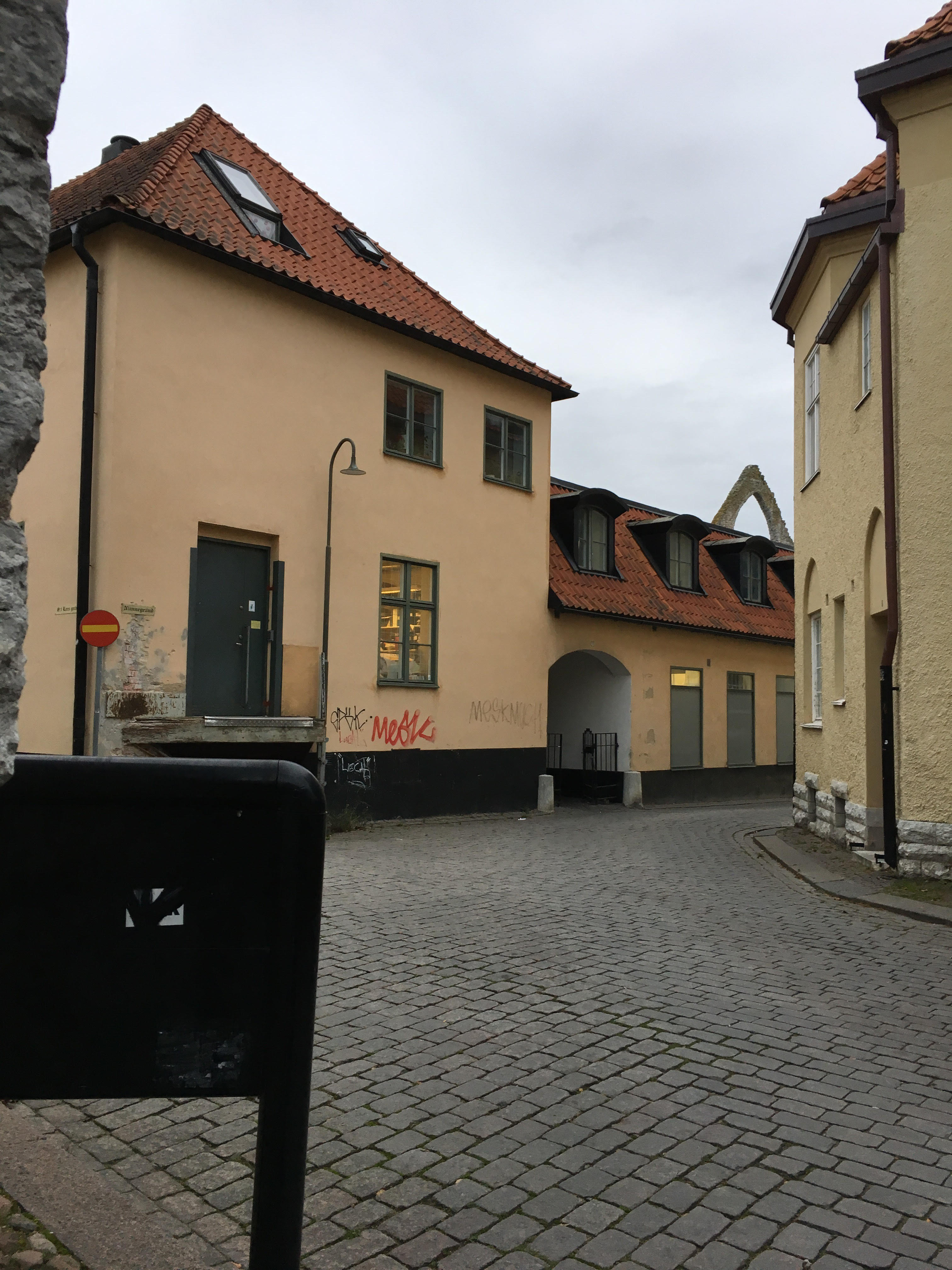
Nunnegränd mot Stora torget
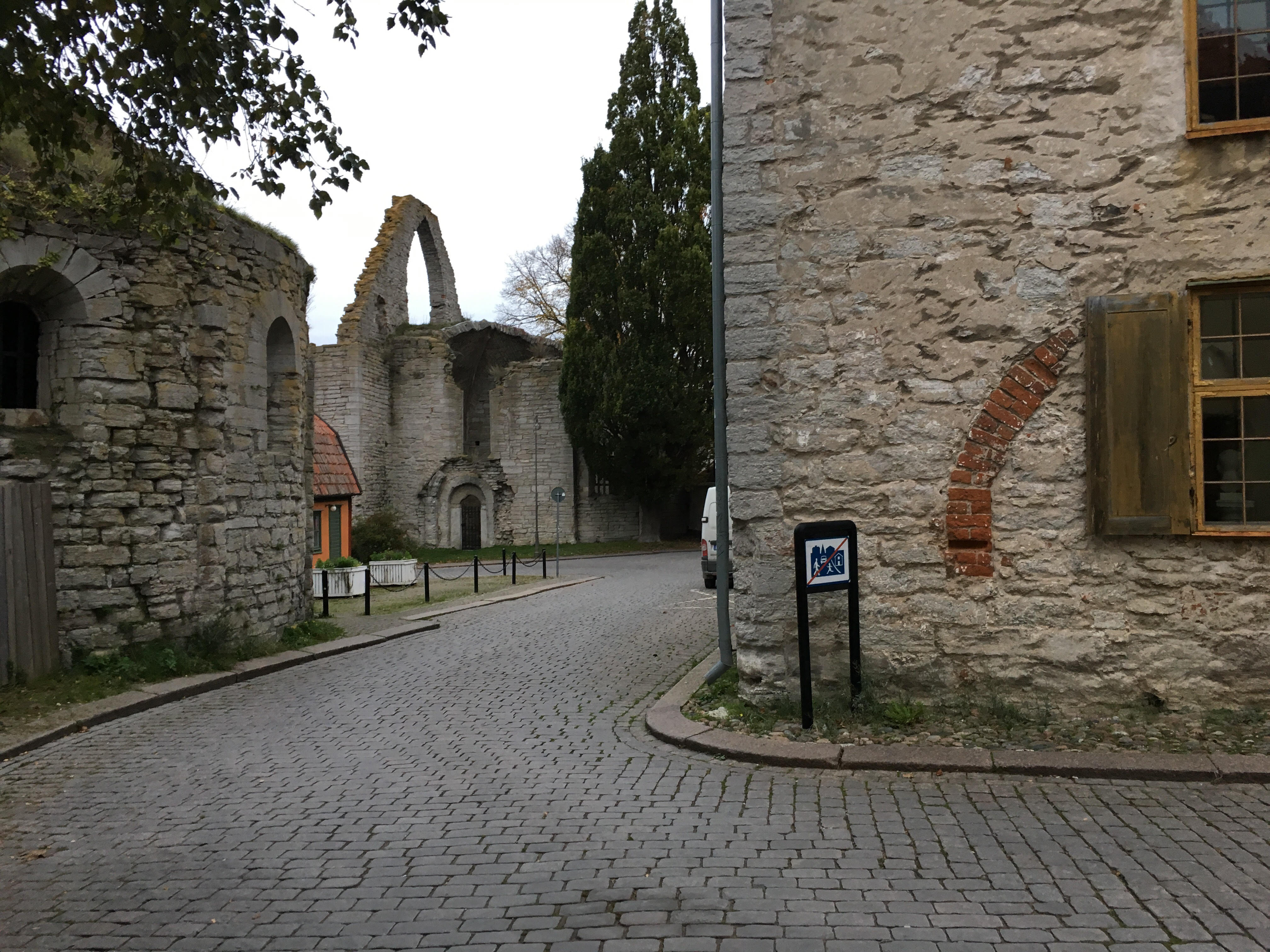
Norra delen av Nunnegränd, mot Drottens kyrkoruin.